# 라멜로 볼

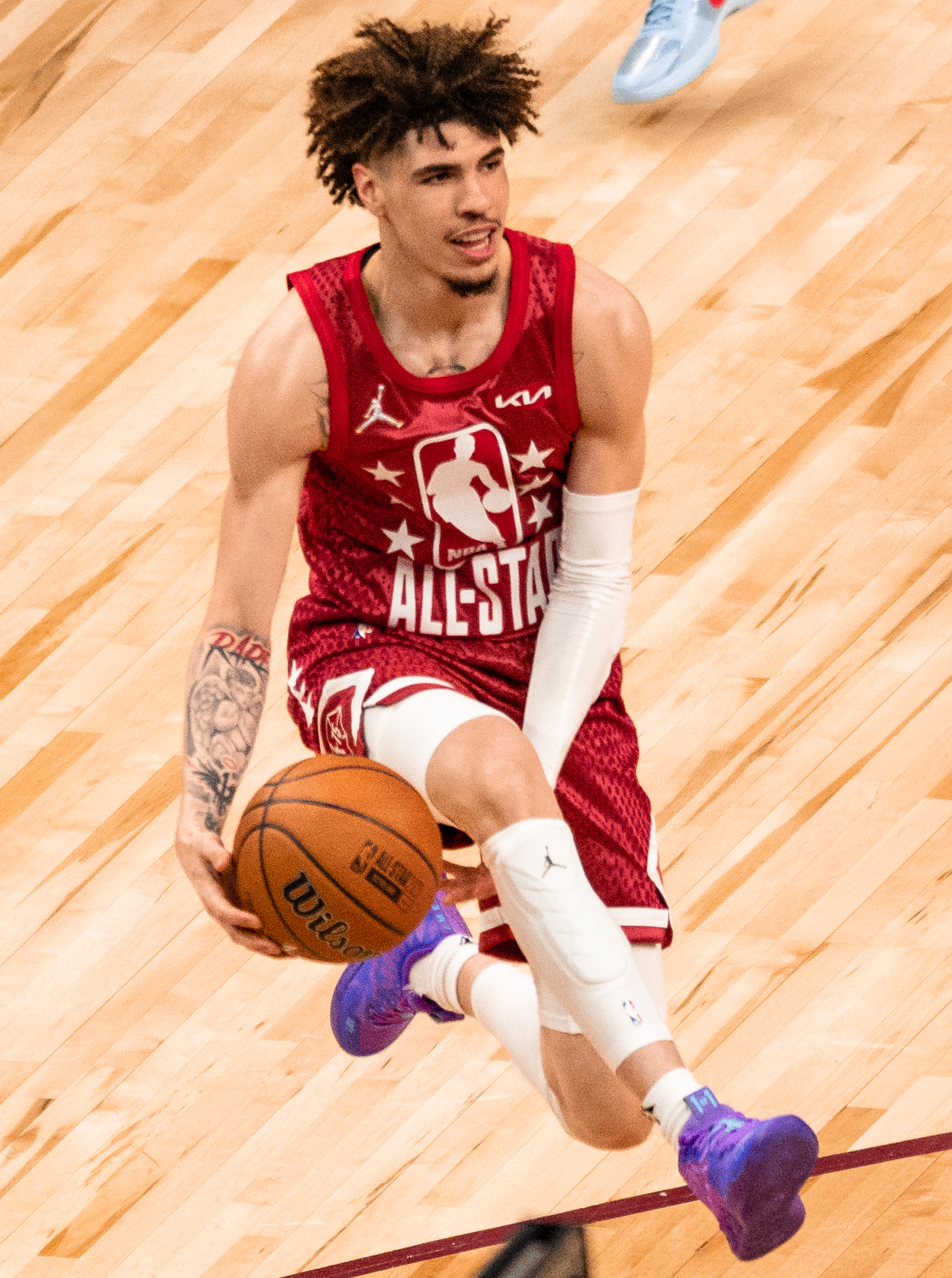

라멜로 볼(LaMelo Ball, 본명: LaMelo LaFrance Ball, /ləˈmɛloʊ/ lə-MEL-oh, 2001년 8월 22일 ~ )은 NBA(전미 농구 협회)의 샬럿 호니츠 소속 미국 프로 농구 선수이다. 2020년 NBA 드래프트 전체 3순위로 호네츠에 지명되었다. 볼은 2021년 NBA 올해의 신인으로 선정되었고, 2022년 다음 시즌 NBA 올스타로 선정되었다.
볼은 캘리포니아 주 치노 힐스에 있는 치노 힐스 고등학교에서 고등학교를 시작하여 주 챔피언십에서 우승하고 형인 론조 및 리안젤로와 함께 신입생으로서 전국적인 성공을 거두었다. 주니어 시즌이 시작되기 전에 코칭 분쟁으로 인해 그는 치노 힐스를 떠나 리투아니아 프로 팀 프리에나이와 계약을 맺었다. 2018년 아버지가 창설한 리그인 주니어농구협회(JBA)에서 뛰었고, 이후 오하이오주 제네바에 있는 SPIRE 아카데미에서 고등학교 3학년으로 돌아왔다. 볼은 5성급 신인 선수였고 UCLA에 전념했지만 자격 문제로 인해 대학 농구를 포기하고 2019년에 호주에서 NBL(내셔널 농구 리그 (오스트레일리아))의 일라와라 호크스에서 뛰기로 결정했다. 그곳에서 그는 엄청난 상승세를 보였다. 이전에 스카우트들은 볼을 2라운드 픽으로 조롱했으며 잠재적으로 NBA에서 뛰지 않을 수도 있었다. 그러나 그의 성공으로 그는 2020년 드래프트에서 호네츠에 의해 전체 3순위로 지명되었다.
볼과 그의 형제들은 고등학교 때 함께 뛰었던 이후 전국적인 주목을 받았다. 그의 아버지 LaVar도 2017년에 미디어 스타로 성장했다. 볼은 아버지 회사인 빅 볼러 브랜드의 시그니처 신발을 보유하고 있으며 가족의 페이스북 워치 리얼리티 쇼 "볼 인 더 패밀리"(Ball in the Family)에서 역할을 맡았다. 그의 형인 론조 볼(Lonzo Ball)은 시카고 불스의 가드이다.

## 프로 경력
- 프리에나이 (2018)
- 로스앤젤레스 볼러스 (2018)
- 일라와라 호크스 (2019-2020)
- 샬럿 호네츠 (2020~현재)